# Джъстин Фоули
Джъстин Фоули (на английски: Justin Foley) е американски барабанист от метълкор бандата Killswitch Engage. 
През октомври 2003 г. става част от Killswitch Engage. Като идва на мястото на Том Гомес.